# 莫斯科东方学研究所
莫斯科东方学研究所（俄语：Московский институт востоковедения）是苏联时期莫斯科的一所大学级别的教育机构，存在于1920年至1954年，合并自拉扎列夫东方语言学院和莫斯科其他高等教育机构的东方学系。1954年关闭时，其印度语言学系和近东中东语言学系被合并到了莫斯科国立国际关系学院。